# Centre d'Interpretació de la Pedra Seca
El Centre d'Interpretació de la Pedra Seca, (CIPS) és un centre d'interpretació ubicat al municipi ponentí de Torrebesses creat amb l'objectiu de donar a conèixer la tècnica i les construccions de pedra seca, així com el patrimoni etnològic i històric del poble. Disposa d'una exposició permanent de la tècnica i les construccions de pedra seca als Països Catalans, i una exposició temporal. També és el punt d'inici de les visites i rutes guiades per les construccions de pedra seca.

## Història
Com a part del projecte de creació del Centre d'Interpretació de la Pedra Seca, a l'any 2011 es va publicar un inventari de les construccions rurals al terme de Torrebesses per Mateu Esquerda Ribes i Josep Preixens, amb gairebé 700 elements inventariats.
L'edifici que actualment allotja el Centre d'Interpretació de la Pedra Seca està compost de dues antigues cases situades a La Vileta, a la part més alta del poble de Torrebesses, reformades per allotjar l'equipament. El CIPS va ser inaugurat el 20 de març de 2011. A la planta baixa de l'equipament es troba la recepció i l'espai d'exposició temporal. A la primera planta hi ha l'espai de l'exposició permanent de la tècnica i les construccions de pedra seca, amb funcions d'espai polivalent per a conferències, tallers i altres activitats, i la biblioteca del centre. Al soterrani de l'edifici es troba un celler, un estable, unes antigues sitges reconvertides i una petita sala amb eines per a treballar la pedra.
L'entitat obtingué el 2019 el Premi a la millor iniciativa de posada en valor turístic del patrimoni cultural a la III Edició dels Premis Turisme Rural Sostenible organitzada per la Confederació del Turisme Rural i l'Agroturisme de Catalunya.
El 14 de novembre de 2020 el CIPS va ser el primer equipament a allotjar l'exposició itinerant «Tota pedra fa paret. La pedra seca a Catalunya» produïda pel Departament de Cultura de la Generalitat de Catalunya junt amb l'Associació per la Pedra Seca i l'Arquitectura Tradicional i comissariada per August Bernat, Esther Bargalló, Roger Costa i Martí Rom amb motiu del reconeixement de la tècnica de la pedra seca com a patrimoni cultural immaterial de la humanitat per part de la UNESCO. A partir de juny de 2021 la Generalitat de Catalunya va cedir-ne l'exposició per un termini de deu anys prorrogables, passant a convertir-se en l'exposició permanent del centre.